# 고봉화상선요
고봉화상선요(高峰和尙禪要)는 중국 남송 및 원나라 초의 임제종 선승인 고봉 원묘(高峯原妙, 1238년~1295년)의 어록에서 발췌한 책으로 조선 후기의 불서이다.
현존하는 고봉화상선요에는 아래의 판본들이 있다.
- 서울 법장사 고봉화상선요 : 서울특별시 유형문화재 제422호, 1573년 황해도 구월산 월정사 간행
- 서울 성룡사 고봉화상선요 : 서울특별시 유형문화재 제324호, 1399년 지리산 덕기사 간행
- 부산 원오사 고봉화상선요 : 부산광역시 유형문화재 제201호, 1573년 묘향산 보윤암에서 개판
- 세종 영평사 고봉화상선요 : 세종특별자치시 유형문화재 제17호, 1539년 하동 지리산 남대암 간행
- 울산 등용사 고봉화상선요 : 울산광역시 문화재자료 제24호, 1606년 간행
- 장흥 보림사 사천왕상 복장 고봉화상선요 : 전라남도 유형문화재 제195호, 간행년도 미상
- 통영 도솔암 고봉화상선요 : 경상남도 문화재자료 제573호, 1634년 천관사 간행

## 같이 보기
- 제목에 "고봉화상선요" 항목을 포함한 모든 문서